# 오타케시
오타케시(일본어: 大竹市)는 일본 히로시마현 남서부에 있는 시이다. 야마구치현과의 경계에 위치해 야마구치현 이와쿠니시·와키정과의 관계가 강하고 일체의 도시권을 형성하고 있다. 오제강을 사이에 두고 오타케시에서 와키정·이와쿠니시에 걸친 연안부에 석유 콤비나트(combinat)·종이 펄프·화학 섬유 등의 기업이 입지해 세토우치 공업지역의 하나의 거점으로 발전하고 있다.

## 지리
히로시마현 최서단의 동경 132도 13부, 북위 34도 14부에 위치하고 시역은 남북으로 길며 동서 10.5km, 남북 14.5km, 둘레 59.0km, 면적 78.55km2이다. 지형은 남서부에서 북동부를 향해 완경사를 이루고 지질은 서부 산지는 고생층 및 화강암, 시가지는 모래 및 자갈로 이루어져 있다. 시가지는 북서부의 주고쿠 산지, 남부의 고세강, 동부의 세토 내해로 둘러싸여 있고 동부 해상에서 미야지마섬을 바라보며 해안선을 따라 펼쳐진 평탄지에 발달하고 있다. 북부에 월경지가 있다.

## 역사
고대 산요도의 중요한 길로 오쿠다향으로 불려 오쿠다역이 놓여 있었다. 중세에는 이쓰쿠시마 신사령과 모리씨의 영지가 되었다. 세키가하라 전투 이후 후쿠시마 마사노리가 오가타에 성을 쌓아 모리씨에 대비했지만 막부의 압력으로 완성 후 얼마 지나지 않아 해체되었다. 후쿠시마씨 이후 아사노씨의 가신인 우에다 시게야스의 우에다씨 지행소가 되었다.
1923년에 일본 해병단과 잠수학교 등이 설치되어 제2차 세계 대전 때까지 일본 해군의 중요한 거점이 되었다. 1954년 9월 1일에는 사에키군 오타케정, 오가타정, 구바정, 구리타니촌과 도모카즈촌의 일부가 합병해 오타케시가 성립하였다. 이후 히로시마현과 오타케시의 적극적인 공업도시 건설 계획에 의한 기업 유치를 통해 일본에서 최초로 석유화학 콤비나트(combinat)가 형성되었다.

## 교통

### 철도
- 서일본 여객철도 산요 본선

### 도로
- 히로시마이와쿠니 도로(일본어판)
- 산요 자동차도
- 국도 제2호선
- 국도 제186호선

## 인구
| 연도                        | 인구   | ±%     |
| --------------------------- | ------ | ------ |
| 1950                        | 29,073 | —      |
| 1955                        | 32,782 | +12.8% |
| 1960                        | 34,546 | +5.4%  |
| 1965                        | 38,145 | +10.4% |
| 1970                        | 37,637 | −1.3%  |
| 1975                        | 38,457 | +2.2%  |
| 1980                        | 36,075 | −6.2%  |
| 1985                        | 34,760 | −3.6%  |
| 1990                        | 33,236 | −4.4%  |
| 1995                        | 32,850 | −1.2%  |
| 2000                        | 31,405 | −4.4%  |
| 2005                        | 30,279 | −3.6%  |
| 2010                        | 28,848 | −4.7%  |
| 2015                        | 27,865 | −3.4%  |
| 2020                        | 26,319 | −5.5%  |
| Ōtake population statistics |        |        |

## 기후
| 오타케시의 기후                                              | 오타케시의 기후 | 오타케시의 기후 | 오타케시의 기후 | 오타케시의 기후 | 오타케시의 기후 | 오타케시의 기후 | 오타케시의 기후 | 오타케시의 기후 | 오타케시의 기후 | 오타케시의 기후 | 오타케시의 기후 | 오타케시의 기후 | 오타케시의 기후 |
| 월                                                           | 1월             | 2월             | 3월             | 4월             | 5월             | 6월             | 7월             | 8월             | 9월             | 10월            | 11월            | 12월            | 연간            |
| ------------------------------------------------------------ | --------------- | --------------- | --------------- | --------------- | --------------- | --------------- | --------------- | --------------- | --------------- | --------------- | --------------- | --------------- | --------------- |
| 역대 최고 기온 °C (°F)                                       | 17.4 (63.3)     | 22.0 (71.6)     | 23.6 (74.5)     | 31.0 (87.8)     | 32.0 (89.6)     | 35.1 (95.2)     | 38.0 (100.4)    | 38.0 (100.4)    | 36.4 (97.5)     | 32.2 (90.0)     | 26.8 (80.2)     | 21.4 (70.5)     | 38.0 (100.4)    |
| 일평균 최고 기온 °C (°F)                                     | 9.7 (49.5)      | 10.5 (50.9)     | 14.1 (57.4)     | 19.5 (67.1)     | 24.2 (75.6)     | 27.1 (80.8)     | 31.1 (88.0)     | 32.6 (90.7)     | 28.9 (84.0)     | 23.5 (74.3)     | 17.5 (63.5)     | 12.0 (53.6)     | 20.9 (69.6)     |
| 일일 평균 기온 °C (°F)                                       | 5.3 (41.5)      | 6.0 (42.8)      | 9.2 (48.6)      | 14.4 (57.9)     | 19.2 (66.6)     | 22.8 (73.0)     | 26.8 (80.2)     | 28.1 (82.6)     | 24.4 (75.9)     | 18.7 (65.7)     | 12.8 (55.0)     | 7.5 (45.5)      | 16.3 (61.3)     |
| 일평균 최저 기온 °C (°F)                                     | 1.5 (34.7)      | 1.9 (35.4)      | 4.6 (40.3)      | 9.6 (49.3)      | 14.6 (58.3)     | 19.2 (66.6)     | 23.5 (74.3)     | 24.6 (76.3)     | 20.7 (69.3)     | 14.4 (57.9)     | 8.6 (47.5)      | 3.6 (38.5)      | 12.2 (54.0)     |
| 역대 최저 기온 °C (°F)                                       | −5.3 (22.5)     | −7.5 (18.5)     | −3.4 (25.9)     | −0.4 (31.3)     | 4.6 (40.3)      | 10.5 (50.9)     | 15.7 (60.3)     | 17.3 (63.1)     | 8.6 (47.5)      | 2.9 (37.2)      | 0.1 (32.2)      | −4.3 (24.3)     | −7.5 (18.5)     |
| 평균 강수량 mm (인치)                                        | 50.7 (2.00)     | 73.4 (2.89)     | 130.9 (5.15)    | 156.8 (6.17)    | 181.1 (7.13)    | 257.9 (10.15)   | 288.4 (11.35)   | 148.0 (5.83)    | 168.8 (6.65)    | 109.4 (4.31)    | 71.6 (2.82)     | 57.6 (2.27)     | 1,694.6 (66.72) |
| 평균 강수일수 (≥ 1.0 mm)                                     | 6.3             | 7.7             | 9.7             | 9.3             | 9.0             | 11.6            | 10.9            | 8.1             | 9.0             | 6.6             | 6.3             | 6.7             | 101.2           |
| 평균 월간 일조시간                                           | 153.5           | 151.7           | 183.9           | 196.3           | 215.6           | 156.7           | 177.0           | 213.0           | 165.8           | 177.6           | 160.2           | 155.2           | 2,104.3         |
| 출처: 일본 기상청 (평년값: 1991년~2020년, 극값: 1979년~현재) |                 |                 |                 |                 |                 |                 |                 |                 |                 |                 |                 |                 |                 |

## 자매 도시
- 중화인민공화국 쓰촨성 두장옌시